# Рубен Перейра
Рубен Перейра (ісп. Rubén Pereira, нар. 28 січня 1968, Монтевідео) — уругвайський футболіст, що грав на позиції півзахисника.
Насамперед відомий виступами за клуби «Данубіо» та «Пеньяроль», а також національну збірну Уругваю.

## Клубна кар'єра
У дорослому футболі дебютував 1986 року виступами за команду клубу «Данубіо», в якій провів п'ять сезонів, взявши участь у 82 матчах чемпіонату.
Згодом з 1991 по 1994 рік грав у складі команд клубів «Лаціо», «Кремонезе», «Бока Хуніорс» та «Насьйональ».
1994 року перейшов до клубу «Пеньяроль», за який відіграв 4 сезони. У складі «Пеньяроля» був одним з головних бомбардирів команди, маючи середню результативність на рівні 1.0 голу за гру першості. Завершив професійну кар'єру футболіста виступами за команду «Пеньяроль» у 1998 році

## Виступи за збірну
1988 року дебютував в офіційних матчах у складі національної збірної Уругваю. Протягом кар'єри у національній команді, яка тривала 9 років, провів у формі головної команди країни 27 матчів, забивши 1 гол.
У складі збірної був учасником чемпіонату світу 1990 року в Італії, розіграшу Кубка Америки 1989 року у Бразилії, де разом з командою здобув «срібло».

## Титули і досягнення
- Срібний призер Кубка Америки: 1989